# Hüseyin İlker Çınar

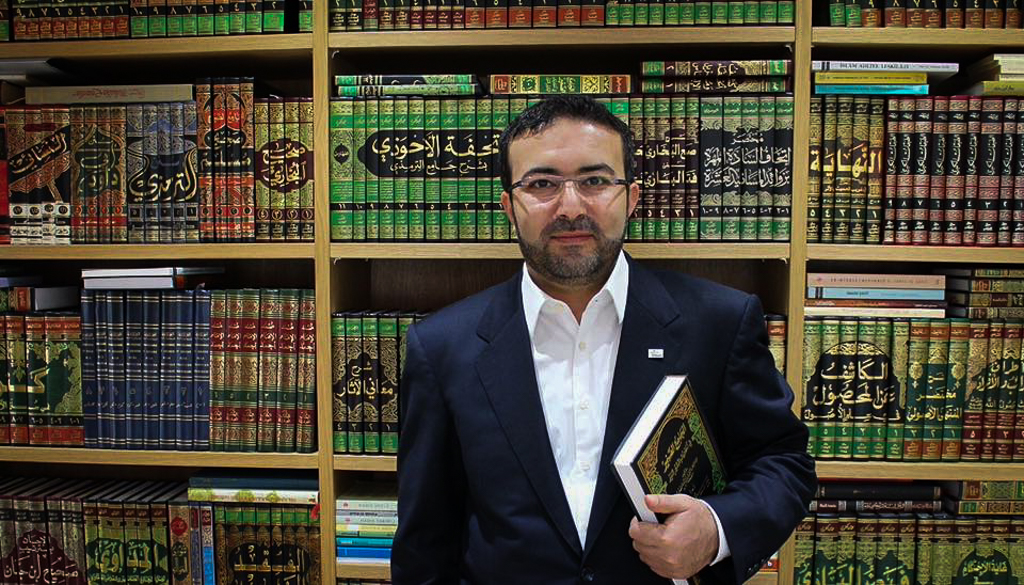
Hüseyin İlker Çınar (2021)

Hüseyin İlker Çınar (* 20. August 1970 in Yozgat, Türkei) ist ein deutsch-türkischer Theologe und Islamwissenschaftler. Er war Hochschullehrer für Islamischen Theologie im Bereich der Koranexegese (Tafsīr) und Gründungsdirektor des Instituts für Islamische Studien und Interkulturelle Zusammenarbeit (IFIS&IZ) sowie Gründer des Kulturhauses der europäischen Muslime (KUDEM) in Mannheim.

## Werdegang
Çınar studierte von 1987 bis 1993 Islamische Theologie an der Marmara-Universität in Istanbul. Es folgte von 1993 bis 1994 ein Studienaufenthalt in Damaskus. Nach einem Deutsch-Intensivkurs an der Ludwig-Maximilians-Universität München absolvierte er von 1996 bis 2000 ein zusätzliches Studium der Orientalistik/Islamwissenschaft und Erziehungswissenschaft an der Universität Heidelberg, das er mit einer Magisterarbeit über das Thema „Zur Entwicklung der Fiqh-Wissenschaft (Jurisprudenz) bis zum Anfang des III. H./IX. Jahrhunderts“ beendete. Seine Promotion schloss Çınar 2002 ebenfalls an der Universität Heidelberg mit seiner Dissertation über „Die islamische Überlieferungsliteratur zur Rechtslage im Frühislam unter Berücksichtigung Altarabiens“ ab.
Nach mehreren Forschungsreisen in den Orient übernahm Çınar in den Jahren 2004 und 2005 mehrere Lehraufträge an der Universität Frankfurt am Main. In den nachfolgenden Jahren verfasste er in unterschiedlichen Sprachen zahlreiche wissenschaftliche Beiträge und Monographien zur Islamischen Theologie. Seine Habilitation erlangte er 2010 in kumulativer Form an der Theologischen Fakultät der Marmara-Universität in Istanbul im Fachbereich Koranexegese.
2011 erhielt Çınar eine Vertretungsprofessur an der Universität Osnabrück und wurde ein Jahr später ebenda zum ordentlichen Professor (W3) und Lehrstuhlinhaber für Koranexegese berufen. Seine Tätigkeit an der Universität Osnabrück übte er bis 2017 aus.
Neben seinen akademischen Qualifikationen erlangte Çınar infolge eines 12 Fächer umfassenden klassisch-islamischen Madrasa-Studiums auch eine traditionelle Lehrbefugnis (iǧāza) und engagiert sich seitdem, u. a. durch die selbst gegründete IFIS&IZ al-Ghazzali Akademie, für die institutionalisierte Weitervermittlung dieser Wissenschaften aus einer akademischen Perspektive im europäischen Kontext.
Çınar ist verheiratet und Vater von drei Kindern.

## Standpunkte und Positionen
Çınar vertritt eine mystische Ausprägung des Islams, den Sufismus (taṣawwuf). Ihm zufolge gründet der authentische Sufismus auf dem Koran und der Sunna, d. h. auf dem Vorbild des Propheten Muḥammad, und umfasst nicht nur die spirituelle Weiterentwicklung und individuelle Ausbildung eines vorzüglichen Charakters, sondern auch Komponenten, die dem Dienst an der Gesellschaft eine zentrale Bedeutung beimessen. Darüber hinaus plädiert Çınar für eine Koranauslegung unter Berücksichtigung der Koranwissenschaften mit einem dynamischen Ansatz, der die kontextuellen Voraussetzungen und Anforderungen der Zeit miteinbezieht.

## Gesellschaftliches Engagement
Çınar ist Initiator und Gründer des Kulturhauses der europäischen Muslime (KUDEM) sowie des Instituts für Islamische Studien und Interkulturelle Zusammenarbeit (IFIS&IZ) in Mannheim, welche sich als zwei unabhängige Vereine unter demselben Dach durch diverse Projekte und Kursangebote in den Bereichen Wissenschaft, Bildung, Kunst, Kultur und Musik engagieren. Hier baute Çınar eine wissenschaftliche Fachbibliothek zur Islamischen Theologie mit einem multilingualen Bestand von aktuell über 75.000 Bänden auf. Seit der Gründung im Jahre 2004 hält Çınar im KUDEM wöchentliche Vorträge über Mystik und Spiritualität im Islam gemäß der Tradition des Sufi-Gelehrten Bahāʾu d-Dīn Naqšband (gest. 1389). Mit einem internationalen Symposium weihte Çınar 2011 als Gründungsdirektor das IFIS&IZ ein, das unter seiner Leitung bisher mehrere wissenschaftliche Konferenzen und Fachtagungen zu Themen wie „Spiritualität in Religion und Kultur“ (2011), „Muslimisches Leben in Europa – Mensch und Architektur“ (2014), „Salafismus in Deutschland“ (2016), „Religion und Finanzen in Deutschland“ (2018) veranstaltete. 2013 gründete Çınar den institutseigenen Verlag IFIS&IZ Publications, der neben Übersetzungen von klassisch-islamischer Literatur auch wissenschaftliche Forschungsarbeiten zum Themengebiet Islam und Muslime veröffentlicht. 2016 initiierte Çınar die IFIS&IZ al-Ghazzali-Akademie, die ein vier Jahre dauerndes, klassisch-islamisches Madrasa-Studium aus akademischer Perspektive im europäischen Kontext anbietet. Ferner setzt sich Çınar seit 2016 für den Aufbau einer Kinderbibliothek im KUDEM ein, die gegenwärtig einen mehrsprachigen Bestand von insgesamt 50.000 Büchern erreicht hat und mit ihrer zeit- und kindgerechten Ausstattung Kinder aus unterschiedlichen Kulturen bei der Entwicklung von Lese- und Sprachkompetenzen fördern soll.

## Monographien und Herausgeberschaften
Çınar ist Autor zahlreicher wissenschaftlicher Abhandlungen. Seine Bücher wurden u. a. bei Harrassowitz, Lit Verlag, Dar as-salam und IFIS&IZ Publications veröffentlicht.
- Die islamische Überlieferungsliteratur zur Rechtslage im Frühislam unter Berücksichtigung Altarabiens. Münster/Hamburg/London: Lit Verlag, 2003. (276 S.)
- Maria und Jesus im Islam: Darstellung anhand des Korans und der islamischen kanonischen Tradition unter Berücksichtigung der islamischen Exegeten. Wiesbaden: Harrassowitz Verlag, 2007. (303 S.)
- Die Religionen der Araber vor und in der frühislamischen Zeit. Wiesbaden: Harrassowitz Verlag, 2007. (167 S.)
- Spiritualität in Religion und Kultur. Judentum - Christentum - Islam. Hrsg. mit Raif Georges Khoury, Mannheim: IFIS&IZ Publications, 2014. (304 S.)
- Koranwissenschaften und Koranexegese. Eine Einführung. Mannheim: IFIS&IZ Publications 2017. (601 S.)
- Gönül Yazıları. Kur'ân-ı Kerîm ve Hadîs-i Şeriflerin Işığında Tasavvuf ve Güzel Ahlâk. (Islamische Mystik und Ethik im Lichte des Korans und der Prophetenüberlieferungen). Mannheim: IFIS&IZ Publications 2017. (384 S.)
- Transformation rechtlicher Normen bei den Arabern in der frühislamischen Zeit. Dargestellt im Lichte der muslimischen Überlieferungsliteratur. Mannheim: IFIS&IZ Publications 2018. (426 Seiten) - Erweiterte und aktualisierte Neuausgabe der Dissertation
- at-Taṣawwuf wa-l-aḫlāq al-ḥamīda fī ḍauʾ al-Qurʾān wa-s-sunna. Kairo/Mannheim: Dār as-salām/IFIS&IZ Publications 2020. (269 S.) – Arabische Ausgabe von „Gönül Yazıları“.
- Koranwissenschaften: ʿUlūm al-Qurʾān. Mannheim: IFIS&IZ Publications 2022. (676 S.)